# Polymnia trigonostoma
Polymnia trigonostoma är en ringmaskart. Polymnia trigonostoma ingår i släktet Polymnia och familjen Terebellidae. Utöver nominatformen finns också underarten P. t. robusta.